# Ninety Six
Ninety Six est une ville située dans le comté de Greenwood, dans l’État de Caroline du Sud, aux États-Unis. Lors du recensement de 2020, elle comptait 2 076 habitants.